# Quintanar de la Orden

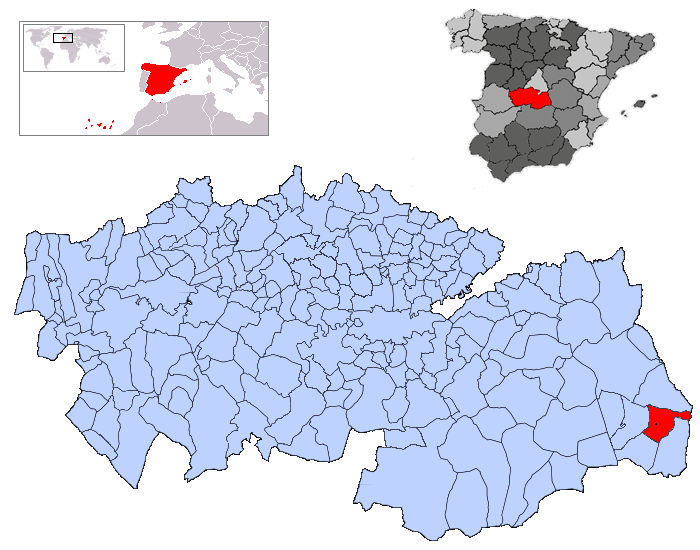
Localização do Municipio de Quintanar de la Orden

Quintanar da Ordem é uma povoação espanhola da província de Toledo em Castela-Mancha.

## Toponimia
O termo "Quintanar" deriva do latim quintāna, quintana, que pode significar casa de labranza, cujos residentes deviam pagar por renda a quinta parte do produzido, ou praça dos acampamentos romanos, onde se vendiam víveres. Também poderia estar relacionado com o termo distancia, por estar a cinco milhas de um determinado centro de comunicações. O termo "da Ordem" pôs-se ao passar a população à Ordem de Santiago.

## Geografia
Linda com os termos municipais de Hinojosos e Mota do Corvo na província de Cuenca e Villanueva de Alcardete, Corral de Almaguer, El Toboso, Miguel Esteban e La Puebla de Almoradiel na de Toledo.

## História
O achado de um machado paleolítica poderia dever-se a um povoado pré-histórico. Também se encontraram moedas romanas que demonstrariam a existência da população naquela época.
Na Idade Média era um casario povoado por moçárabes toledanos. Depois da reconquista, passa a pertencer à Ordem de Santiago, fazendo parte do Comum da Mancha em 1353, sendo a sua capital. No século XVI, passou a ser partido judicial do municipio manchego.
Villa chamada inicialmente Quintanar da Encina, em seu termo encontrou-se o "Ídolo do Pradillo", pequena representação celtibera. Por aqui estiveram Viriato e seus lusos dantes de atacar Segóbriga, já que passava por ela a calçada romana que unia esta cidade com Alces e Cóstulo. Chamou-se Quintanar da Encina pois o simbolo da localidade ainda presente no brasão da vila é a Encina, em português a Encina chama-se Azinheira.
A repovoação do pequeno assentamento muçulmano foi no final do século XII, por mordomias dadas pela Ordem de Santiago, desde Uclés.
Alfonso XI deu-lhe a Carta de Mordomia em 1318, e seu filho bastardo Dom Fadrique outorgou o foral em 1344 e fundou o Comum da Mancha do que Quintanar é sua capital. A Ordem de Santiago constrói muralhas de tapial, até três igrejas sucessivas sobre o solar da antiga mesquita e hospitais já desaparecidos, pois só se conserva a capilla do fundado por Pablo de Mota, "A Ermitilla", atual Sala de Exposições Municipal.
O rollo, situado agora em frente à ermita de Santa Ana, indica que foi cabeça da administração e Justiça Maior.
A igreja gótica, plateresca com torre de caráter defensivo, construída a partir de 1544, está dedicada a Santiago da Espada, e tem um artístico retabulo trazido em 1992 desde Tordesilhas. Quintanar teve importante judaria arredor da sua sinagoga, sobre a que se construiu a Ermita da Piedade, Patroa da Vila. Após a revolta dos mouriscos, os de Almeria e Granada foram dispersados a terras manchegas, instalando-se aqui principalmente no bairro do Toledillo, próximo à ermita de S. Sebastián, um dos bairros mais castiços do povo. Berço e assentamento de fidalgos, que já existiam em tempos de Felipe II. Quintanar conserva várias casas blasonadas; a principal delas é a Casa dos Radas (1662), popularmente chamada Casa de Pedra próxima à Ermita da Piedade, Igreja e à Câmara Municipal. No decorrer invasões napoleónicas os franceses tomaram e saquearam a população e estiveram aqui de 1808 a 1812. Durante a Primeira Guerra Carlista, os quintanarenhos resistiram o ataque das tropas adiantadas de Cabrera e não foi tomada, pelo que a vila recebeu o título de Muito Leal Villa em 1836, outorgado por Isabel II.
No final do século XIX e princípios do XX, teve um ressurgir industrial notável, destacando os arrieiros, que levaram os produtos manchegos a todos os lugares de Espanha; utilizavam estes uma jerga especial denominada "calo", e a eles se lhes dedica a chamada Praça das Carroças.

## Administração
| Eleições municipais, 24 de maio de 2015 |                                  |       |       |            |
| Partido                                 | Candidato                        | Votos | %     | Vereadores |
| PSOE                                    | Juan Carlos Navalón López - Brea | 2.581 | 43,72 | 8          |
| PP                                      | Carlos Alberto Madero Maqueda    | 2.578 | 43,67 | 8          |
| C's                                     | Begoña Molina Rodríguez          | 370   | 6,27  | 1          |
| IU-Ganemos                              | Benito Leganés Nieto             | 261   | 4,42  | 0          |
| Fonte: Ministério do Interior (Espanha) |                                  |       |       |            |

## Monumentos e lugares de interesse
A destacar a ermita da Virgem da Piedade às afueras da localidade; a de San Antón no bairro do mesmo nome, a de San Sebastián, no conhecido bairro do Toledillo (antigo bairro morisco) e a ermita de Santa Ana, esta última próxima ao rollo de Justiça.
A igreja paroquial de Santiago da Espada, do século XV, representativa do gótico com elementos renascentistas. Ademais, o Santuário de Nossa Senhora da Piedade, situado na antiga judería, construído sobre o que foi uma sinagoga.
Digno de menção também é o Palacete dos Rada ou Casa de Pedra, exemplo de arquitectura típica do século XVIII. A praça de touros da localidade data do século XIX, inaugurada em 1879, de estilo neomudéjar, com as quatro portas de acesso em forma de arco em herradura. Por último, como exemplo de arquitectura modernista, encontramos o edifício da Prefeitura.

## Personagens ilustres
- Agustín Ortiz de Villajos, arquitecto do século XIX, autor entre outros edifícios do Teatro María Guerreiro, em Madri, e do Edifício da Diputación de Toledo.

- Miguel Echegaray e Eizaguirre, comediógrafo de finais do século XIX, autor de numerosas zarzuelas e comédias.

- Desiderio Carrión Villacañas, Farmacêutico, escritor e poeta.

- Romualdo Tirado Pozo, ator de princípios do século XX que desenvolveu sua carreira em Hollywood. Faleceu em Los Angeles (Califórnia).

- Exuperancio Galiana Díaz, Fred Galiana, boxeador do século XX, campeão de Europa em 1955.

- Rafael Escudero López-Brea, actual Bispo Prelado da Prelatura de Moyobamba, em Peru, encomendada pela Santa Sede à Archidiócesis de Toledo.

## Cidades fraternizadas
- Lhe Mans na França

## Festas
Março/Abril: Semana Santa "Paixão de um povo" (Interesse Turístico Regional)
15 de Maio: São Isidro (Festa Local)
8 fins de semana desde a Semana Santa: A subida da Virgem (Festa Local)
25 de Julho: Santiago apóstolo (Festa Local)
26 de Julho: São Joaquim e Sta. Ana (Festa do Bairro)
14-19 de Agosto: Feiras e Festas em Honra à Virgem da Piedade
2º Fim de Semana de Setembro: Santíssimo Cristo de Graça (Festa Local)
22 Novembro:  Sta. Cecília (Festa para os Músicos)

## Referencias
1. ↑  «Cifras oficiales de población resultantes de la revisión del Padrón municipal a 1 de enero» (ZIP). www.ine.es (em espanhol). Instituto Nacional de Estatística de Espanha. Consultado em 19 de abril de 2022
2. ↑  «Base Histórica de Resultados Electorales - Ministerio del Interior (España)». Consultado em 1 de agosto de 2015. Arquivado do original em 25 de maio de 2015

- Diputación de Toledo.
- Listado de presidentes da câmara oferecido por el MAP.